# Speocera canjica
Espèce
Speocera canjica est une espèce d'araignées aranéomorphes de la famille des Ochyroceratidae.

## Distribution
Cette espèce est endémique du Minas Gerais au Brésil,. Elle se rencontre à Conceição do Mato Dentro, Pedro Leopoldo, Caeté, Barão de Cocais, Nova Lima, Santa Bárbara, Itabirito, Moeda et Mariana dans des grottes.

## Description
Le mâle holotype mesure 0,82 mm et la femelle paratype 0,9 mm, les mâles mesurent de 0,8 à 0,95 mm et les femelles de 0,8 à 1,0 mm.

## Systématique et taxinomie
Cette espèce a été décrite par Brescovit, Zampaulo, Pedroso et Cizauskas en 2023.

## Publication originale
- Brescovit, Zampaulo, Pedroso & Cizauskas, 2023 : « Three new species of the genus Speocera (Araneae: Ochyroceratidae) from caves of the state of Minas Gerais, Brazil. » Annales de la Société Entomologique de France, N.S., vol. 59, no 6, p. 428-448.